# Гавас, Шарль-Луи
Шарль-Луи́ Гава́с (фр. Charles-Louis Havas; 5 июля 1783, Руан — 21 мая 1858, Буживаль) — французский банкир, переводчик и журналист, основатель первого в мире информационного агентства «Гавас».

## Биография
Родился в 1783 году в Руане, в зажиточной семье венгерско-еврейского происхождения Шарля-Луи Гаваса и Мари-Анн Белар, которые поженились в 1780 году. Кроме Шарля-Луи, в семье было ещё 5 детей. Его отец Шарль-Луи старший был  бизнесменом, редактором местной газеты и работал государственным служащим. Получив хорошее образование, Гавас в 1805 году встретил друга семьи Габриэля-Жульена Уврара и стал заниматься вместе с ним торговлей колониальными товарами. После начала Континентальной блокады Шарль-Луи Гавас отправился в Лиссабон работать корреспондентом вместе с Дюраном-Гийомом де Руром. После того, как Гавас разбогател на поставках хлопка, в 1808 году он женился на дочери де Рура Жанне.
С началом Пиренейской войны семья Гавасов была вынуждена вернуться в Руан. В 1811 году они переехали в Париж, где Шарль-Луи занимался государственными облигациями и был кредитором правительства. Однако после ухода Наполеона Гавас не смог получить назад свои деньги и оказался на грани разорения. Тогда он решил использовать свои знания иностранных языков и начал делать переводы из европейской периодики. Эти обзоры иностранной прессы он предлагал парижским периодическим изданиям. В результате в 1832 году появилось сначала «бюро переводов Гаваса», а затем, в 1835 году, оно было преобразовано в агентство «Гавас». Услугами агентства пользовались влиятельные парижские газеты «Journal des débats», « Le Constitutionnel», «La Presse» и «Le Siècle». Позже Гавас организовал широкую сеть европейских корреспондентов, передающих информацию из стран пребывания. В 1853 году почти во всех парижских ежедневных газетах появилась рубрика «Сообщения телеграфного агентства», в которой печаталась информация агентства «Гавас». Именно «Гавас» первым сообщило в сентябре 1854 года о начале Крымской войны.
После смерти Гаваса агентство унаследовал его сын Огюст. «Гавас» просуществовало до 1940 года, когда было закрыто режимом Виши. В 1944 году на базе «Гаваса» было создано информационное агентство «Франс-Пресс».